# Porphyrinia vestalis
Porphyrinia vestalis är en fjärilsart som beskrevs av Otto Staudinger 1899. Porphyrinia vestalis ingår i släktet Porphyrinia och familjen nattflyn. Inga underarter finns listade i Catalogue of Life.